# Стјепан Деверић
Стјепан Деверић (Велика Горица, 20. август 1961) је бивши југословенски и хрватски фудбалер, а тренутно фудбалски тренер.

## Каријера
Деверић је почео своју каријеру у загребачком Динаму и тадашњој Првој савезној лиги Југославије 1979. године. Остао је у Динаму до 1984, када прелази у сплитски Хајдук, где је остао до 1987. Поново се враћа у Динамо и ту остаје до 1990. Одлази у иностранство и наступа за аустријске клубове Штурм Грац (1991-93) и Лебринг (1994).
Најчешће играо на десном или левом крилу - одличан стрелац јаког ударца и доброг центаршута. Био је члан Динамове генерације која је освојила првенство Југославије (1982) и Куп Југославије (1983). У дресу сплитског Хајдука је освојио Куп Југославије 1987.
Након играчке каријере остао је у фудбалу. Тренирао је НК Загорец, ХНК Сегесту, НК Марсониу, ХШК Зрињски Мостар, бугарску Беласицу Петрич и НК Полет Бушевац, а тренутно је тренер јуниорског тима НК Локомотива Загреб. Једно време био је и тренер у Динамовој фудбалској школи Хитрец-Кацијан.

## Репрезентација
За сениорску репрезентацију Југославије је дебитовао 13. октобра 1982. у утакмици квалификација за Европско првенство 1984. са репрезентацијом Норвешке у Ослу.
Био је члан југословенске репрезентације на Светском првенству 1982. у Шпанији, али није играо. Затим је био у саставу на Европском првенству 1984. у Француској, где је одиграо једну утакмицу. Такође је био члан екипе која је освојила бронзу на Олимпијским играма 1984. у Лос Анђелесу. Уз Бору Цветковића, са 5 голова је био најбољи стрелац олимпијског турнира.
Последњи меч у националном дресу је одиграо 20. октобра 1984. у утакмици квалификација за Светско првенство 1986. са репрезентацијом Источне Немачке у Лајпцигу. За репрезентацију Југославије је укупно одиграо 6 утакмица, без постигнутог гола.

### Репрезентативне утакмице
| Ред бр. | Датум              | 1, репрезентација | Резултат  | 2. Репрезентација | Место      | Врста |
| ------- | ------------------ | ----------------- | --------- | ----------------- | ---------- | ----- |
| 1.      | 13. октобар 1982.  | Норвешка          | 3:1 (1:0) | Југославија       | Осло       | КЕП   |
| 2.      | 17. новембар 1982. | Бугарска          | 0:1 (0:1) | Југославија       | Софија     | КЕП   |
| 3.      | 15. децембар 1982. | Југославија       | 4:4 (3:2) | Велс              | Титоград   | КЕП   |
| 4.      | 2. јун 1984.       | Португалија       | 2:3 (2:2) | Југославија       | Лисабон    | ПУ    |
| 5.      | 19. јун 1984.      | Француска         | 3:2 (0:1) | Југославија       | Сент Етјен | ЕП    |
| 6.      | 20. октобар 1984.  | Источна Немачка   | 2:3 (1:1) | Југославија       | Лајпциг    | КСП   |

- КЕП = Квалификације за Европско првенство; КСП = Квалификације за Светско првенство; ПУ = Пријатељска утакмица